# Megabothris advenarius
Megabothris advenarius är en loppart som först beskrevs av Wagner 1930.  Megabothris advenarius ingår i släktet Megabothris och familjen fågelloppor.

## Underarter
Arten delas in i följande underarter:
- M. a. advenarius
- M. a. mantchuricus